# Rissosdelfin
Rissosdelfinen (Grampus griseus), også kaldet halvgrindehvalen, er en stor delfin på omkring 3 meter i længden. Den er almindelig i subtropiske eller varmt tempererede havområder, især på dybt vand nær kontinentalsoklen. Den har to til syv par tænder, der udelukkende sidder i underkæben. Rissosdelfinen lever næsten kun af blæksprutter, der oftest fanges om natten. Den er kun fundet to gange i Danmark.
Rissosdelfinen har navn efter naturhistorikeren Antoine Risso (1777 – 1845) fra Nice i det daværende hertugdømme Savoyen.